# Dacryocystocèle

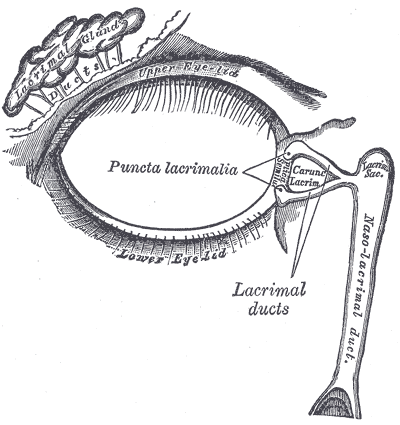
Canal naso-lacrymal

Une dacryocystocèle ou dacryocèle (du grec  dakruon [dacry(o)-], larme, kustis [-cyste, cyst(o)], vessie et kêlê [-cèle], tumeur, hernie) désigne une augmentation anormale du volume du sac lacrymal. Il s'agit d'un phénomène bénin qui peut rester invisible ou, au contraire, se manifester par la formation d'un gonflement au niveau du coin de l'œil à proximité du nez. Il est la conséquence de l'obstruction du canal lacrymonasal. Cela peut se produire au cours du développement prénatal ; on parle alors de dacryocystocèle congénital. Dans ce cas, le diagnostic peut être établi, avant même la naissance, grâce à l'échographie obstétricale et sinon à l'examen médical du nouveau-né, afin de la différencier d'une encéphalocèle, conséquence beaucoup plus sérieuse d'une anomalie du tube neural.
Une dacryocèle peut se résorber d'elle-même ou par simple pression, mais il peut s'avérer nécessaire d'intervenir sur le canal lacrymonasal pour en assurer l'ouverture. En général, le volume d'une dacryocèle est rempli de mucus stérile mais, en cas d'infection, il peut se produire une dacryocystite nécessitant un traitement spécifique.

## Sources
Source : http://www.medicopedia.net/term/8875,1,xhtml#ixzz1wR1LiyLC